# Salmophasia boopis
Salmophasia boopis és una espècie de peix cipriniforme de la família dels ciprínids.